# 6 Heures de Spa 2014
Navigation
Édition précédente Édition suivante
Les 6 Heures de Spa 2014 sont la 34e édition de l'épreuve et la 2e manche du calendrier du Championnat du monde d'endurance FIA 2014, elles se déroulent le 3 mai 2014. Environ 46 000 spectateurs assistent à l'événement.

## Circuit

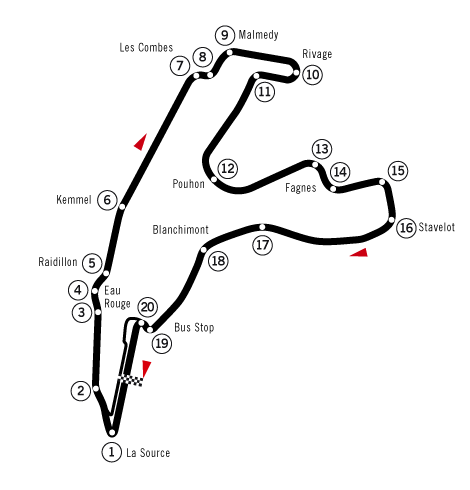
Le Circuit de Spa-Francorchamps, cadre des 6 Heures de Spa 2014.

Les 6 Heures de Spa 2014 se déroulent sur le Circuit de Spa-Francorchamps en Belgique, surnommé Le toboggan des Ardennes, en raison de son important dénivelé et de la présence de nombreuses courbes rapides. Certains de ses virages sont célèbres, comme l'Eau Rouge, Pouhon ou encore Blanchimont. Il est également caractérisé par de longues pleines charges, dues au fait que le tracé mesure plus de 7 km. Ce circuit est célèbre car il accueille la Formule 1 et qu'il est très ancré dans la compétition automobile.

## Qualifications
Voici le classement officiel au terme des qualifications. Les premiers de chaque catégorie sont signalés par un fond jauni.
| Position | Catégorie | Équipe                     | Temps          | Grille |
| -------- | --------- | -------------------------- | -------------- | ------ |
| 1        | LMP1-H    | no 14 Porsche Team         | 2 min 01 s 198 | 1      |
| 2        | LMP1-H    | no 8 Toyota Racing         | 2 min 01 s 836 | 2      |
| 3        | LMP1-H    | no 2 Audi Sport Team Joest | 2 min 02 s 499 | 3      |
| 4        | LMP1-H    | no 7 Toyota Racing         | 2 min 03 s 177 | 4      |
| 5        | LMP1-H    | no 20 Porsche Team         | 2 min 03 s 672 | 5      |
| 6        | LMP1-H    | no 1 Audi Sport Team Joest | 2 min 03 s 881 | 6      |
| 7        | LMP1-H    | no 3 Audi Sport Team Joest | 2 min 06 s 160 | 7      |
| 8        | LMP2      | no 47 KCMG                 | 2 min 12 s 103 | 8      |
| 9        | LMP2      | no 27 SMP Racing           | 2 min 12 s 751 | 9      |
| 10       | LMP2      | no 26 G-Drive Racing       | 2 min 13 s 143 | 10     |
| 11       | LMP2      | no 38 Jota Sport           | 2 min 13 s 761 | 11     |
| 12       | LMP1-L    | no 12 Rebellion Racing     | 2 min 14 s 934 | 12     |
| 13       | LMGTE Pro | no 51 AF Corse             | 2 min 32 s 338 | 14     |
| 14       | LMGTE Pro | no 97 Aston Martin Racing  | 2 min 32 s 505 | 15     |
| 15       | LMGTE Pro | no 92 Porsche Team Manthey | 2 min 32 s 581 | 16     |
| 16       | LMGTE Pro | no 91 Porsche Team Manthey | 2 min 32 s 817 | 17     |
| 17       | LMGTE Pro | no 99 Aston Martin Racing  | 2 min 33 s 070 | 18     |
| 18       | LMGTE Pro | no 71 AF Corse             | 2 min 33 s 572 | 19     |
| 19       | LMGTE Am  | no 61 AF Corse             | 2 min 33 s 962 | 20     |
| 20       | LMGTE Am  | no 75 Prospeed Competition | 2 min 33 s 981 | 21     |
| 21       | LMGTE Am  | no 81 AF Corse             | 2 min 34 s 039 | 22     |
| 22       | LMGTE Am  | no 88 Proton Competition   | 2 min 34 s 828 | 23     |
| 23       | LMGTE Am  | no 90 8Star Motorsports    | 2 min 35 s 348 | 24     |
| 24       | LMGTE Am  | no 60 AF Corse             | 2 min 35 s 641 | 25     |
| 25       | LMGTE Am  | no 98 Aston Martin Racing  | 2 min 39 s 390 | 26     |
| 26       | LMGTE Am  | no 95 Aston Martin Racing  | 2 min 39 s 404 | 27     |
| –        | LMP2      | no 37 SMP Racing           | Pas de temps   | 13     |
| –        | LMP1-L    | no 13 Rebellion Racing     | Pas de temps   | –      |

## Résultats
Voici le classement officiel au terme de la course.
- Les vainqueurs de chaque catégorie sont signalés par un fond jauni.
- Pour la colonne Pneus, il faut passer le curseur au-dessus du modèle pour connaître le manufacturier de pneumatiques.

| Pos | Cat       | n° | Équipe                | Pilotes                                                   | Châssis                          | Pneus | Tours |
| Pos | Cat       | n° | Équipe                | Pilotes                                                   | Moteur                           | Pneus | Tours |
| --- | --------- | -- | --------------------- | --------------------------------------------------------- | -------------------------------- | ----- | ----- |
| 1   | LMP1-H    | 8  | Toyota Racing         | Anthony Davidson Sébastien Buemi Nicolas Lapierre         | Toyota TS040 Hybrid              | M     | 171   |
| 1   | LMP1-H    | 8  | Toyota Racing         | Anthony Davidson Sébastien Buemi Nicolas Lapierre         | Toyota 3,7 L V8                  | M     | 171   |
| 2   | LMP1-H    | 1  | Audi Sport Team Joest | Tom Kristensen Loïc Duval Lucas di Grassi                 | Audi R18 e-tron quattro          | M     | 171   |
| 2   | LMP1-H    | 1  | Audi Sport Team Joest | Tom Kristensen Loïc Duval Lucas di Grassi                 | Audi TDI 4,0 L Turbo V6 (Diesel) | M     | 171   |
| 3   | LMP1-H    | 7  | Toyota Racing         | Alexander Wurz Stéphane Sarrazin Kazuki Nakajima          | Toyota TS040 Hybrid              | M     | 171   |
| 3   | LMP1-H    | 7  | Toyota Racing         | Alexander Wurz Stéphane Sarrazin Kazuki Nakajima          | Toyota 3,7 L V8                  | M     | 171   |
| 4   | LMP1-H    | 14 | Porsche Team          | Marc Lieb Romain Dumas Neel Jani                          | Porsche 919 Hybrid               | M     | 170   |
| 4   | LMP1-H    | 14 | Porsche Team          | Marc Lieb Romain Dumas Neel Jani                          | Porsche 2,0 L Turbo V4           | M     | 170   |
| 5   | LMP1-H    | 2  | Audi Sport Team Joest | André Lotterer Marcel Fässler Benoît Tréluyer             | Audi R18 e-tron quattro          | M     | 170   |
| 5   | LMP1-H    | 2  | Audi Sport Team Joest | André Lotterer Marcel Fässler Benoît Tréluyer             | Audi TDI 4,0 L Turbo V6 (Diesel) | M     | 170   |
| 6   | LMP1-H    | 3  | Audi Sport Team Joest | Filipe Albuquerque Marco Bonanomi                         | Audi R18 e-tron quattro          | M     | 169   |
| 6   | LMP1-H    | 3  | Audi Sport Team Joest | Filipe Albuquerque Marco Bonanomi                         | Audi TDI 4,0 L Turbo V6 (Diesel) | M     | 169   |
| 7   | LMP1-L    | 12 | Rebellion Racing      | Nicolas Prost Nick Heidfeld Mathias Beche                 | Rebellion R-One                  | M     | 161   |
| 7   | LMP1-L    | 12 | Rebellion Racing      | Nicolas Prost Nick Heidfeld Mathias Beche                 | Toyota RV8KLM 3,4 L V8           | M     | 161   |
| 8   | LMP2      | 26 | G-Drive Racing        | Roman Rusinov Olivier Pla Julien Canal                    | Morgan LMP2                      | D     | 160   |
| 8   | LMP2      | 26 | G-Drive Racing        | Roman Rusinov Olivier Pla Julien Canal                    | Nissan VK45DE 4,5 L V8           | D     | 160   |
| 9   | LMP2      | 38 | Jota Sport            | Simon Dolan Harry Tincknell Marc Gené                     | Zytek Z11SN                      | D     | 160   |
| 9   | LMP2      | 38 | Jota Sport            | Simon Dolan Harry Tincknell Marc Gené                     | Nissan VK45DE 4,5 L V8           | D     | 160   |
| 10  | LMP2      | 47 | KCMG                  | Matthew Howson Richard Bradley Alexandre Imperatori       | Oreca 03                         | D     | 159   |
| 10  | LMP2      | 47 | KCMG                  | Matthew Howson Richard Bradley Alexandre Imperatori       | Nissan VK45DE 4,5 L V8           | D     | 159   |
| 11  | LMP2      | 37 | SMP Racing            | Kirill Ladygin Anton Ladygin Viktor Shaitar               | Oreca 03                         | M     | 158   |
| 11  | LMP2      | 37 | SMP Racing            | Kirill Ladygin Anton Ladygin Viktor Shaitar               | Nissan VK45DE 4,5 L V8           | M     | 158   |
| 12  | LMP2      | 27 | SMP Racing            | Sergey Zlobin Maurizio Mediani Nicolas Minassian          | Oreca 03                         | M     | 158   |
| 12  | LMP2      | 27 | SMP Racing            | Sergey Zlobin Maurizio Mediani Nicolas Minassian          | Nissan VK45DE 4,5 L V8           | M     | 158   |
| 13  | LMGTE Pro | 51 | AF Corse              | Gianmaria Bruni Toni Vilander                             | Ferrari 458 Italia GT2           | M     | 152   |
| 13  | LMGTE Pro | 51 | AF Corse              | Gianmaria Bruni Toni Vilander                             | Ferrari 4,5 L V8                 | M     | 152   |
| 14  | LMGTE Pro | 91 | Porsche Team Manthey  | Patrick Pilet Jörg Bergmeister                            | Porsche 911 RSR (991)            | M     | 151   |
| 14  | LMGTE Pro | 91 | Porsche Team Manthey  | Patrick Pilet Jörg Bergmeister                            | Porsche 4,0 L Flat-6             | M     | 151   |
| 15  | LMGTE Pro | 71 | AF Corse              | Davide Rigon James Calado                                 | Ferrari 458 Italia GT2           | M     | 151   |
| 15  | LMGTE Pro | 71 | AF Corse              | Davide Rigon James Calado                                 | Ferrari 4,5 L V8                 | M     | 151   |
| 16  | LMGTE Pro | 97 | Aston Martin Racing   | Darren Turner Stefan Mücke Bruno Senna                    | Aston Martin V8 Vantage GTE      | M     | 151   |
| 16  | LMGTE Pro | 97 | Aston Martin Racing   | Darren Turner Stefan Mücke Bruno Senna                    | Aston Martin 4,5 L V8            | M     | 151   |
| 17  | LMGTE Pro | 99 | Aston Martin Racing   | Darryl O'Young Alex MacDowall Fernando Rees               | Aston Martin V8 Vantage GTE      | M     | 150   |
| 17  | LMGTE Pro | 99 | Aston Martin Racing   | Darryl O'Young Alex MacDowall Fernando Rees               | Aston Martin 4,5 L V8            | M     | 150   |
| 18  | LMGTE Am  | 61 | AF Corse              | Luís Pérez Companc Marco Cioci Mirko Venturi              | Ferrari 458 Italia GT2           | M     | 149   |
| 18  | LMGTE Am  | 61 | AF Corse              | Luís Pérez Companc Marco Cioci Mirko Venturi              | Ferrari 4,5 L V8                 | M     | 149   |
| 19  | LMGTE Am  | 95 | Aston Martin Racing   | David Heinemeier Hansson Kristian Poulsen Richie Stanaway | Aston Martin V8 Vantage GTE      | M     | 149   |
| 19  | LMGTE Am  | 95 | Aston Martin Racing   | David Heinemeier Hansson Kristian Poulsen Richie Stanaway | Aston Martin 4,5 L V8            | M     | 149   |
| 20  | LMGTE Am  | 98 | Aston Martin Racing   | Paul Dalla Lana Pedro Lamy Christoffer Nygaard            | Aston Martin V8 Vantage GTE      | M     | 149   |
| 20  | LMGTE Am  | 98 | Aston Martin Racing   | Paul Dalla Lana Pedro Lamy Christoffer Nygaard            | Aston Martin 4,5 L V8            | M     | 149   |
| 21  | LMGTE Pro | 92 | Porsche Team Manthey  | Marco Holzer Frédéric Makowiecki                          | Porsche 911 RSR (991)            | M     | 148   |
| 21  | LMGTE Pro | 92 | Porsche Team Manthey  | Marco Holzer Frédéric Makowiecki                          | Porsche 4,0 L Flat-6             | M     | 148   |
| 22  | LMGTE Am  | 88 | Proton Competition    | Christian Ried Klaus Bachler Khaled Al Qubaisi            | Porsche 911 RSR (991)            | M     | 148   |
| 22  | LMGTE Am  | 88 | Proton Competition    | Christian Ried Klaus Bachler Khaled Al Qubaisi            | Porsche 4,0 L Flat-6             | M     | 148   |
| 23  | LMP1-H    | 20 | Porsche Team          | Timo Bernhard Brendon Hartley Mark Webber                 | Porsche 919 Hybrid               | M     | 148   |
| 23  | LMP1-H    | 20 | Porsche Team          | Timo Bernhard Brendon Hartley Mark Webber                 | Porsche 2,0 L Turbo V4           | M     | 148   |
| 24  | LMGTE Am  | 81 | AF Corse              | Stephen Wyatt Michele Rugolo Andrea Bertolini             | Ferrari 458 Italia GT2           | M     | 148   |
| 24  | LMGTE Am  | 81 | AF Corse              | Stephen Wyatt Michele Rugolo Andrea Bertolini             | Ferrari 4,5 L V8                 | M     | 148   |
| 25  | LMGTE Am  | 75 | Prospeed Competition  | François Perrodo Matthieu Vaxivière Emmanuel Collard      | Porsche 911 GT3 RSR (997)        | M     | 146   |
| 25  | LMGTE Am  | 75 | Prospeed Competition  | François Perrodo Matthieu Vaxivière Emmanuel Collard      | Porsche 4,0 L Flat-6             | M     | 146   |
| 26  | LMGTE Am  | 60 | AF Corse              | Peter Mann Raffaele Giammaria (en) Lorenzo Casé           | Ferrari 458 Italia GT2           | M     | 145   |
| 26  | LMGTE Am  | 60 | AF Corse              | Peter Mann Raffaele Giammaria (en) Lorenzo Casé           | Ferrari 4,5 L V8                 | M     | 145   |
| 27  | LMGTE Am  | 90 | 8Star Motorsports     | Enzo Potolicchio Paolo Ruberti Gianluca Roda              | Ferrari 458 Italia GT2           | M     | 142   |
| 27  | LMGTE Am  | 90 | 8Star Motorsports     | Enzo Potolicchio Paolo Ruberti Gianluca Roda              | Ferrari 4,5 L V8                 | M     | 142   |
| Abd | LMP1-L    | 13 | Rebellion Racing      | Dominik Kraihamer Andrea Belicchi Fabio Leimer            | Rebellion R-One                  | M     | 47    |
| Abd | LMP1-L    | 13 | Rebellion Racing      | Dominik Kraihamer Andrea Belicchi Fabio Leimer            | Toyota RV8KLM 3,4 L V8           | M     | 47    |

## Faits marquants
La no 37 du SMP Racing n'a pas pu participer aux qualifications à la suite d'un accident.
Les équipes Porsche et KCMG obtiennent leurs premières pole positions de la saison, celle de l'Équipe KCMG étant la première de son histoire.